# Кофтун, Олег Владимирович
Олег Владимирович Кофтун (род. 20 февраля 1966, Красноярск) — советский и российский хоккеист, защитник. Хоккейный тренер, функционер, агент.

## Биография
С третьего класса начал заниматься хоккеем в Лениногорске в специализированном классе, тренер Анатолий Долганов. В составе команды «Чайка» победитель турнира «Золотая шайба» в 1980 году. Вместе с восемью игроками перешёл в интернат альметьевского «Спутника». В 1983—1985 годах играл во второй лиге за «Спутник». Во время прохождения армейской службы выступал за фарм-клуб ленинградского СКА «Звезда» Оденегорск — Ленинград. По ходу сезона 1986/87 перешёл в казанский СК имени Урицкого (с 1990 года — «Итиль»). В сезонах 1992/93 — 1995/96 играл за тольяттинскую «Ладу», с которой дважды завоевывал золотые и дважды — серебряные медали Межнациональной хоккейной лиги, серебро Кубка европейских чемпионов.
В течение четырёх лет работал тренером в спортшколе Тольятти, год работал её директором. В 2004—2017 годах — директор школы «Ак Барса».
Хоккейный агент (агентство «Winners»).